# Yngve Flyckt
Yngve Eugen Flyckt, född 24 december 1908 i Brunflo socken, Jämtlands län, död 27 oktober 1959 i Stocksund, var en svensk pianist, pianolärare, författare och musikkritiker.

## Biografi
Efter studentexamen vid Östersunds högre allmänna läroverk, Östersund 1928 studerade Flyckt  pianospel för Gottfrid Boon 1929–1937 och avlade organistexamen som privatist 1933 och kantorsexamen vid Musikhögskolan 1936. Yngve Flyckt var 1934–1939 dirigent för Sundbybergs orkesterförening och var överlärare vid Stockholms borgarskolas musiklinje 1943–1949. Han var musikkritiker i Dagens Nyheter 1941–1944 och i Expressen 1944–1959. Flyckt var även ordförande i Svenska pianolärarförbundet 1937–1941.

### Familj
Yngve Flyckt  var son till målarmästaren Viktor Flyckt och Elisabeth Bäckman. Han gifte sig 8 juli 1933 i Brunflo med Ragnhild Charlotta Ericsson (född 1911). Hon var dotter till fabrikören August Gottfrid Ludvig Ericsson och Oscara Nilsson.

### Översättningar
- Konsten att förstå musik, del 1 Om melodin av Herbert Rosenberg  (1944).[2]
- Konsten att förstå musik, del 2 Om harmonin av Herbert Rosenberg (1945).[2]
- Konsten att förstå musik, del 3 Om formen av Herbert Rosenberg (1946).[2]